# CA Spora Luxembourg
El CA Spora Luxembourg fue un equipo de fútbol de Luxemburgo que jugó en la Division Nationale, la liga de fútbol más importante del país.

## Historia
Fue fundado en el año 1923 en la capital Luxemburgo a raíz de la fusión de los equipos Racing Club Luxembourg y Sporting Club Luxembourg, dos de los equipos más dominantes del país en sus primeras temporadas. Tuvo en su principal rival, en sus primeros setenta años de existencia, al FA Red Boys Differdange, con quien competía por el dominio en el fútbol del país. Red Boys ganó más ligas en ese periodo, pero Spora logró más títulos combinados. Durante la Ocupación Alemana en la Segunda Guerra Mundial, el equipo jugó en la Moselland Luxemburg, y al terminar la Guerra, continuó el dominio. Se recuerda el año 1956, donde protagonizó el logro más importante a nivel de clubes para Luxemburgo en su historia, cuando venció al campeón de Alemania Occidental, el Borussia Dortmund.
Ganó once títulos de Liga y ocho títulos de copa. A nivel internacional participó en once torneos continentales, donde nunca avanzó más allá de la primera ronda. Ganó dos partidos en las cometiciones europeas: el primero en la Copa de Campeones de Europa al Borussia Dortmund por 2-1, forzando el desempate, que perdieron por 0-7; y el segundo partido al FC Basel de Suiza en la Copa UEFA de 1964-65 por 1-0 (aunque fueron eliminados al perder el partido de vuelta por 2-0).
El equipo desapareció en 2005 al fusionarse con otros dos equipos de Luxemburgo, el CS Alliance 01 y el Union Luxembourg, para dar origen al Racing FC Union Luxembourg.

## Palmarés
- Division Nationale: 11

1924-25, 1927-28, 1928-29, 1933-34, 1934-35, 1935-36, 1937-38, 1948-49, 1955-56, 1960-61, 1988-89
- - Subcampeón: 10

1923-24, 1925-26, 1929-30, 1930-31, 1932-33, 1944-45, 1951-52, 1958-59, 1966-67, 1987-88
- Copa de Luxemburgo: 8

1927-28, 1931-32, 1939-40, 1949-50, 1956-57, 1964-65, 1965-66, 1979-80
- - Finalista: 8

1924-25, 1928-29, 1929-30, 1930-31, 1933-34, 1944-45, 1962-63, 1986-87

## Participación en competiciones de la UEFA y la FIFA
| Temporada | Torneo           | Ronda | Club                   | Casa | Visita | Global |
| --------- | ---------------- | ----- | ---------------------- | ---- | ------ | ------ |
| 1956/57   | Copa de Europa   | 1     | Borussia Dortmund      | 2-1  | 3-4    | 5-5    |
| 1961/62   | Copa de Europa   | 1     | B 1913 Odense          | 0-6  | 2-9    | 2-15   |
| 1964/65   | Copa de Ferias   | 1     | FC Basel               | 1-0  | 0-2    | 1-2    |
| 1965/66   | Recopa de Europa | 1     | 1. FC Magdeburg        | 0-1  | 0-2    | 0-3    |
| 1966/67   | Recopa de Europa | 1     | Shamrock Rovers FC     | 1-4  | 1-4    | 2-8    |
| 1967/68   | Copa de Ferias   | 1     | Leeds United           | 0-9  | 0-7    | 0-16   |
| 1980/81   | Recopa de Europa | 1     | AC Sparta Praga        | 0-6  | 0-6    | 0-12   |
| 1987/88   | Copa de la UEFA  | 1     | Feyenoord              | 2-5  | 0-5    | 2-10   |
| 1989/90   | Copa de Europa   | 1     | Real Madrid CF         | 0-6  | 0-3    | 0-9    |
| 1991/92   | Copa de la UEFA  | 1     | Eintracht Frankfurt    | 0-5  | 1-6    | 1-11   |
| 1992/93   | Copa de la UEFA  | 1     | Sheffield Wednesday FC | 1-2  | 1-8    | 2-10   |